# Cédratine
La cédratine est une boisson spiritueuse (liqueur) produite à partir d'un mélange de cédrat de Corse et de plantes aromatiques méditerranéennes.
Originellement, la boisson est produite par des moines durant les époques puniques et romaines. Son degré d'alcool se situe entre 30 et 40 degrés,. En 1880, Louis Napoleon Mattei, distillateur à Bastia, en fait son commerce : il dépose la marque en 1900, enregistrée à l'Institut national de la propriété industrielle en 31e position et constamment renouvelée. Disparue durant plusieurs siècles en Tunisie, c'est ce navigateur capcorsin qui va la réintroduire dans les colonies. À la fin de cette période, de nouvelles distilleries reprennent la production et la commercialise encore de nos jours. La boisson est toujours très populaire en Corse.
La cédratine peut être consommée à température ambiante ou on the rocks, ou encore servir de base pour de nombreux cocktails.